# Gilmanton (Wisconsin)
Gilmanton es un pueblo ubicado en el condado de Buffalo en el estado estadounidense de Wisconsin. En el Censo de 2010 tenía una población de 426 habitantes y una densidad poblacional de 4,53 personas por km².

## Geografía
Gilmanton se encuentra ubicado en las coordenadas 44°27′34″N 91°43′37″O / 44.45944, -91.72694. Según la Oficina del Censo de los Estados Unidos, Gilmanton tiene una superficie total de 93.98 km², de la cual 92.85 km² corresponden a tierra firme y (1.2%) 1.13 km² es agua.

## Demografía
Según el censo de 2010, había 426 personas residiendo en Gilmanton. La densidad de población era de 4,53 hab./km². De los 426 habitantes, Gilmanton estaba compuesto por el 97.18% blancos, el 0.23% eran afroamericanos, el 0% eran amerindios, el 0% eran asiáticos, el 0% eran isleños del Pacífico, el 1.17% eran de otras razas y el 1.41% pertenecían a dos o más razas. Del total de la población el 1.64% eran hispanos o latinos de cualquier raza.